# Rheintalhaus

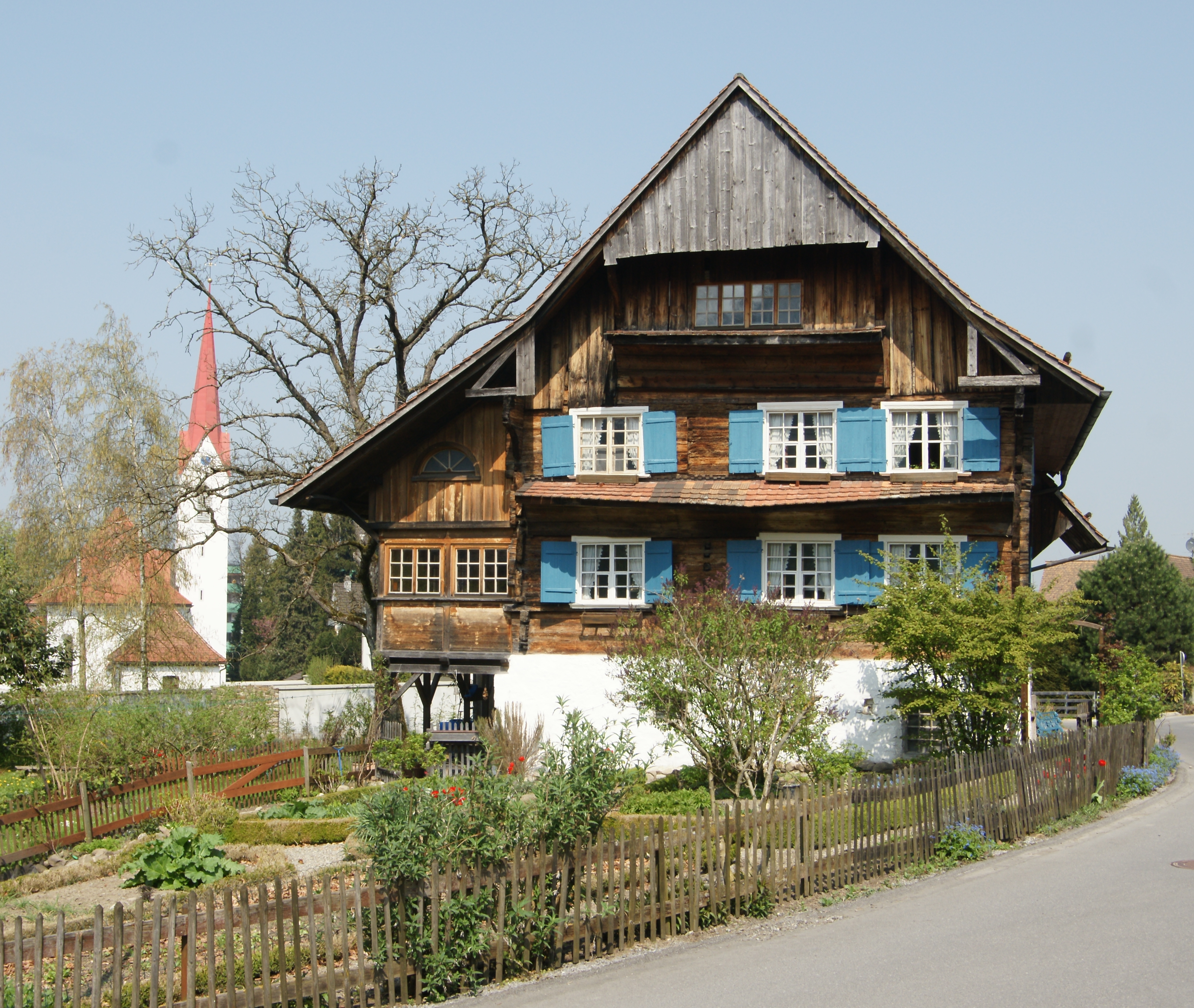
Rheintalhaus mit Laube (links) an der Mitteldorfgasse 10 in Dornbirn, wahrscheinlich aus dem 18. Jh.

Das Rheintalhaus oder der Rheintalhof ist die traditionelle bäuerliche Hausform in Dornbirn und den umliegenden Gemeinden  im Vorarlberger Rheintal. Dieser Haustyp wurde in der zweiten Hälfte des 17. und im 18. Jahrhundert gebaut.

## Baumerkmale

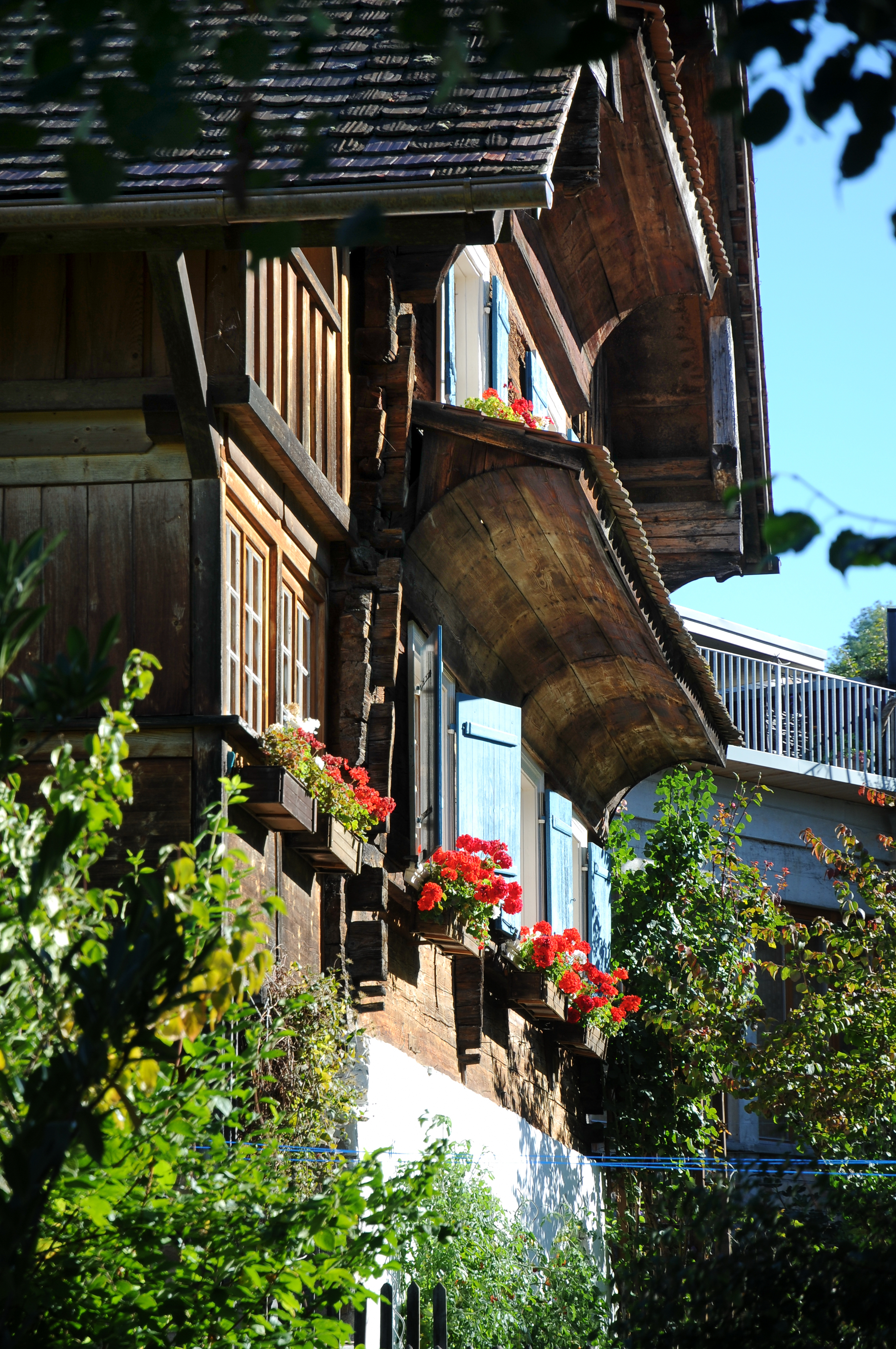
Ausgekehlte Untersichten der Klebdächer an der Mitteldorfgasse 10 in Dornbirn

Das Rheintalhaus ist in Blockbauweise errichtet, wie sie für die zentralen und östlich anschließenden Alpen vorherrschend und kennzeichnend ist. In der ursprünglichen Bauweise des Rheintalhauses, wie sie in der Zeit vor 1800 üblich war, waren an den Ecken und beim Zusammentreffen der Innenwände auf die Außenwand die vorstehenden Balkenköpfe erkennbar. Im Laufe der letzten 100 bis 150 Jahre wurden zahlreiche sichtbare Holzwände der ursprünglichen Blockhäuser mit Holzschindeln versehen oder verputzt und dabei auch die vorstehenden Balkenköpfe abgesägt. Das Kellergeschoß ist gemauert und wurde zum Teil als Webkeller genutzt.

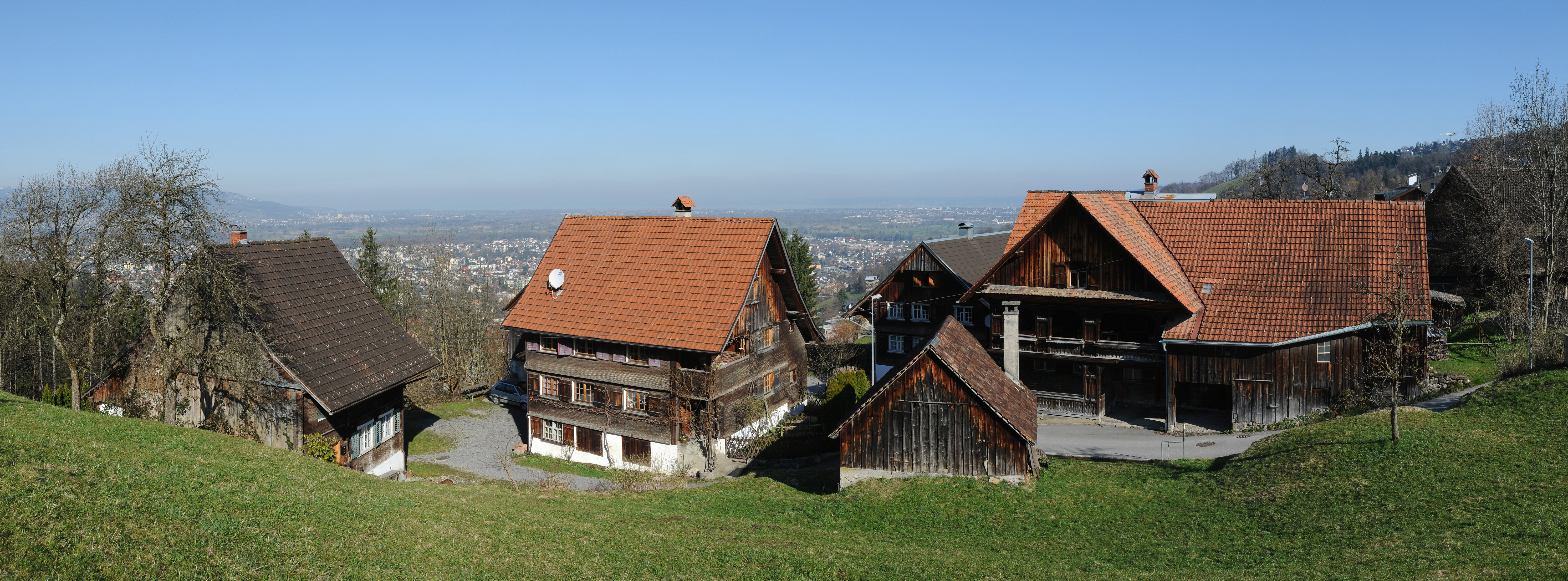
Weiler Häfenberg ob Dornbirn mit vier denkmalgeschützten Rheintalhäusern.

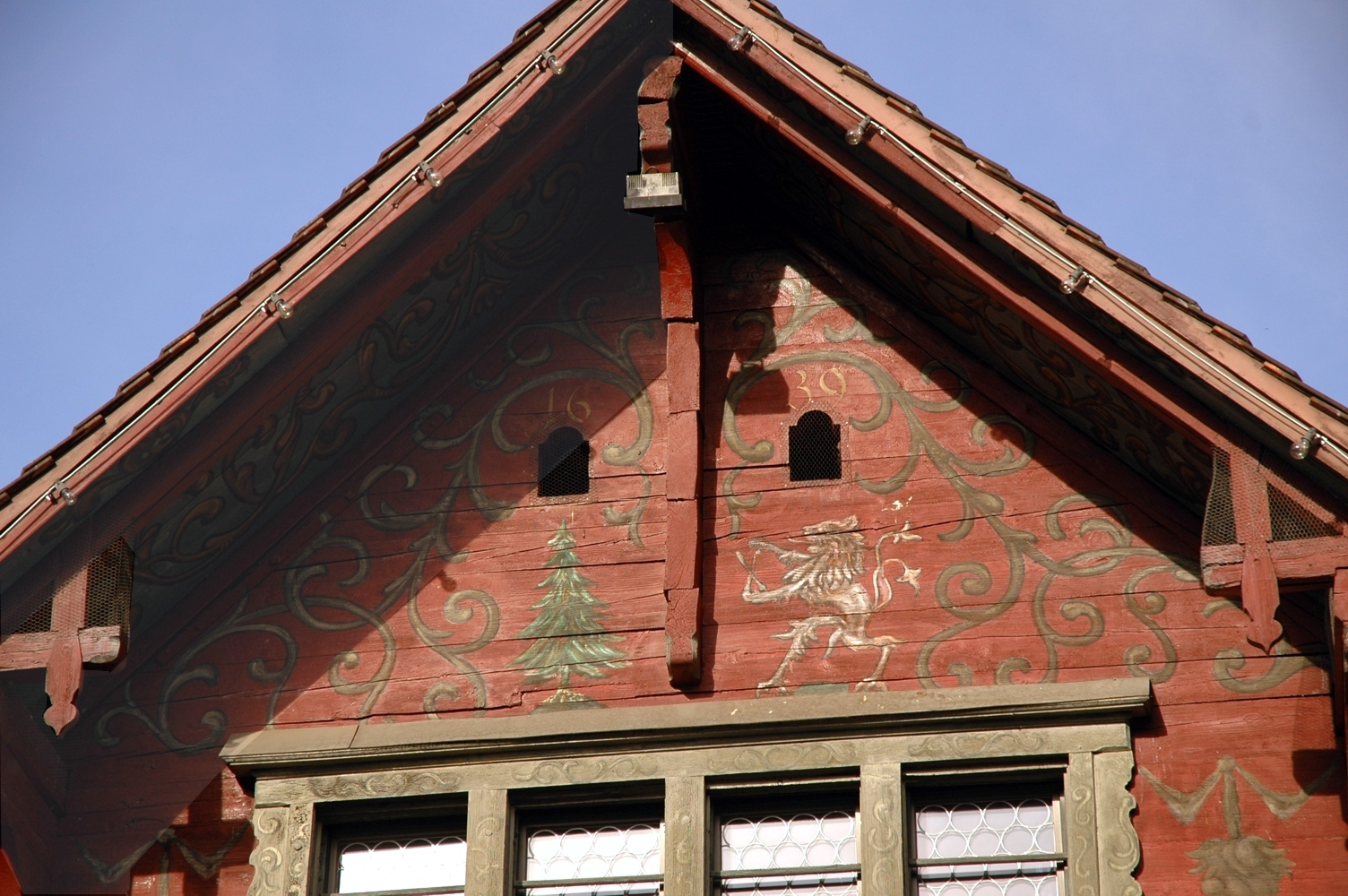
Flugsparrendreiecke am Roten Haus in Dornbirn.

Das Rheintalhaus lässt sich durch verschiedene Merkmale charakterisieren:
- Die große Mehrheit der Rheintalhäuser verfügt über ein Steildach, dessen Knick[1] durch Aufschieblinge entsteht. Von der älteren Form des Rheintalhauses mit flach geneigtem Satteldach sind nur noch wenige Exemplare vorhanden.[4] Bedeckt waren diese Dächer mit Brettschindeln, die mit groben Steinen beschwert wurden. Kurz vor 1600 entwickelte man in Lüttich ein neues Verfahren, Nageleisen zu spalten statt mit dem Hammer zu schmieden. Die so hergestellten Nägel wurden zunächst im holländischen Schiffsbau verwendet. In der zweiten Hälfte des 17. Jahrhunderts kam es zu einem Preissturz der Eisennägel und die ersten stattlichen Häuser mit steilen Nageldächern wurden errichtet.[5] Die Dächer waren früher mit Holzschindeln, heute mit Ziegeln bedeckt.

Hängende Steildächer hatten die Tendenz, im Lauf der Zeit seitlich etwas abzurutschen. Flugsparrendreiecke schaffen Abhilfe, indem sie die vorstehenden Flugsparren mit den Pfettenbögen verstreben.
- Charakteristische Kennzeichen der Rheintalhäuser sind paarweise angeordnete Fenster und vielfach das über die Geschoße hervorstehende Giebelgeschoß.[6] In der Ebene schützen die steinernen Sockel vor Überschwemmungen.[7]
- Klebdächer kamen im 16. Jahrhundert in Schwyz auf. Sie schützen vor Niederschlägen, beschatten im Sommer bei hohem Sonnenstand die Fenster[5] und wurden zu einem typischen Merkmal der Rheintalhäuser.[6][8] Ursprünglich wurden die Klebdächer unten offen gebaut, später waren konkav ausgekehlte Untersichten üblich.[5]
- Die Raumeinteilung der Rheintalhäuser ist einheitlich mit Stube und Nebenzimmer, das oft als Elternschlafzimmer diente, und der Küche im Hinterhaus. Der Hauseingang befindet sich in der Regel traufseitig. Von der Küche führt eine Treppe in das Obergeschoß, das dieselbe Grundrissgestaltung wie das untere Geschoß aufweist. Im Obergeschoß sind meist die Schlafzimmer der Kinder untergebracht.[9] Die Stallscheune ist firstgleich an das Wohngebäude angebaut.[1]

## Bilder

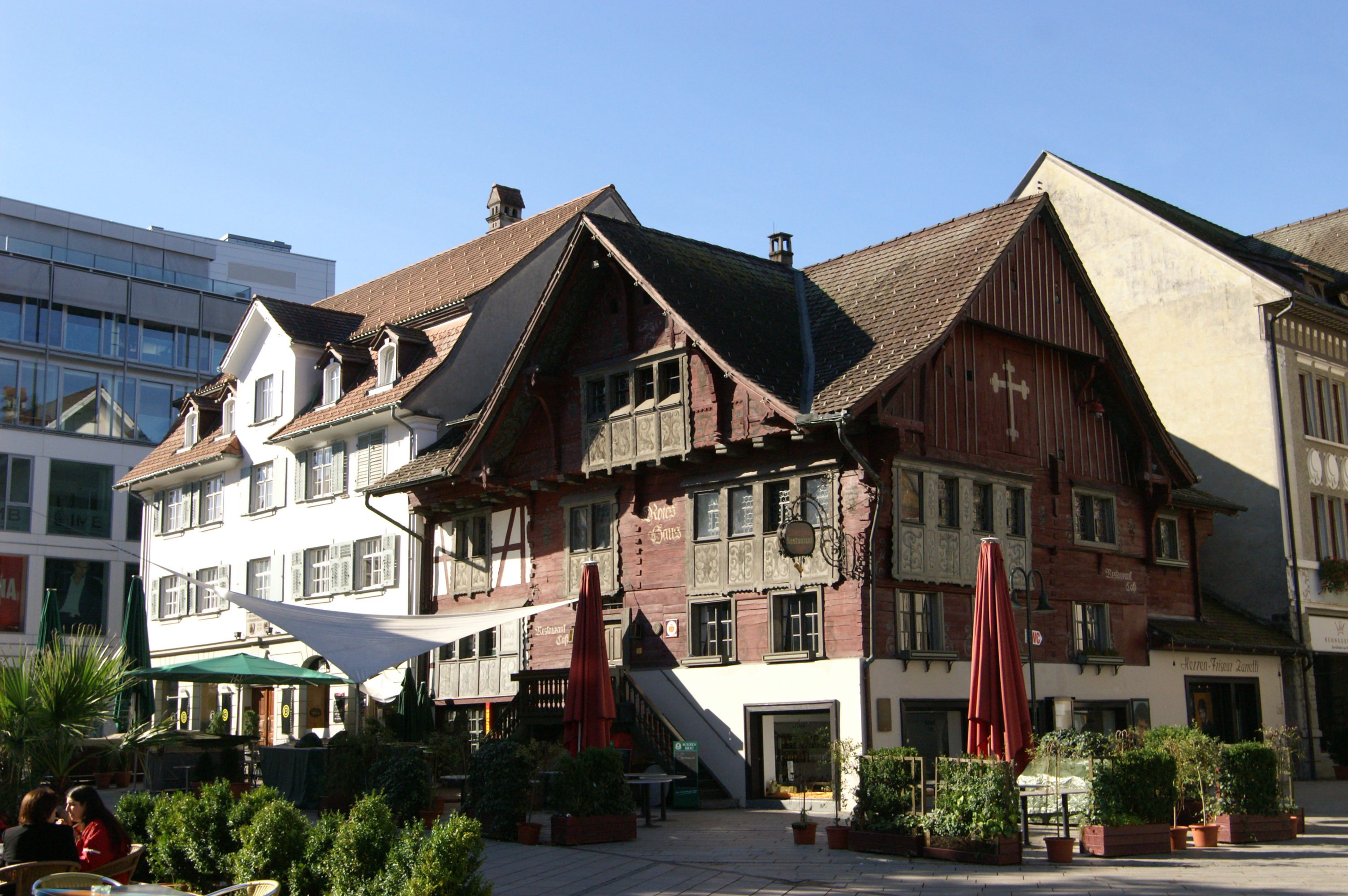
Das 1639 erbaute Rote Haus ist das Wahrzeichen Dornbirns und das älteste Rheintalhaus der Stadt.
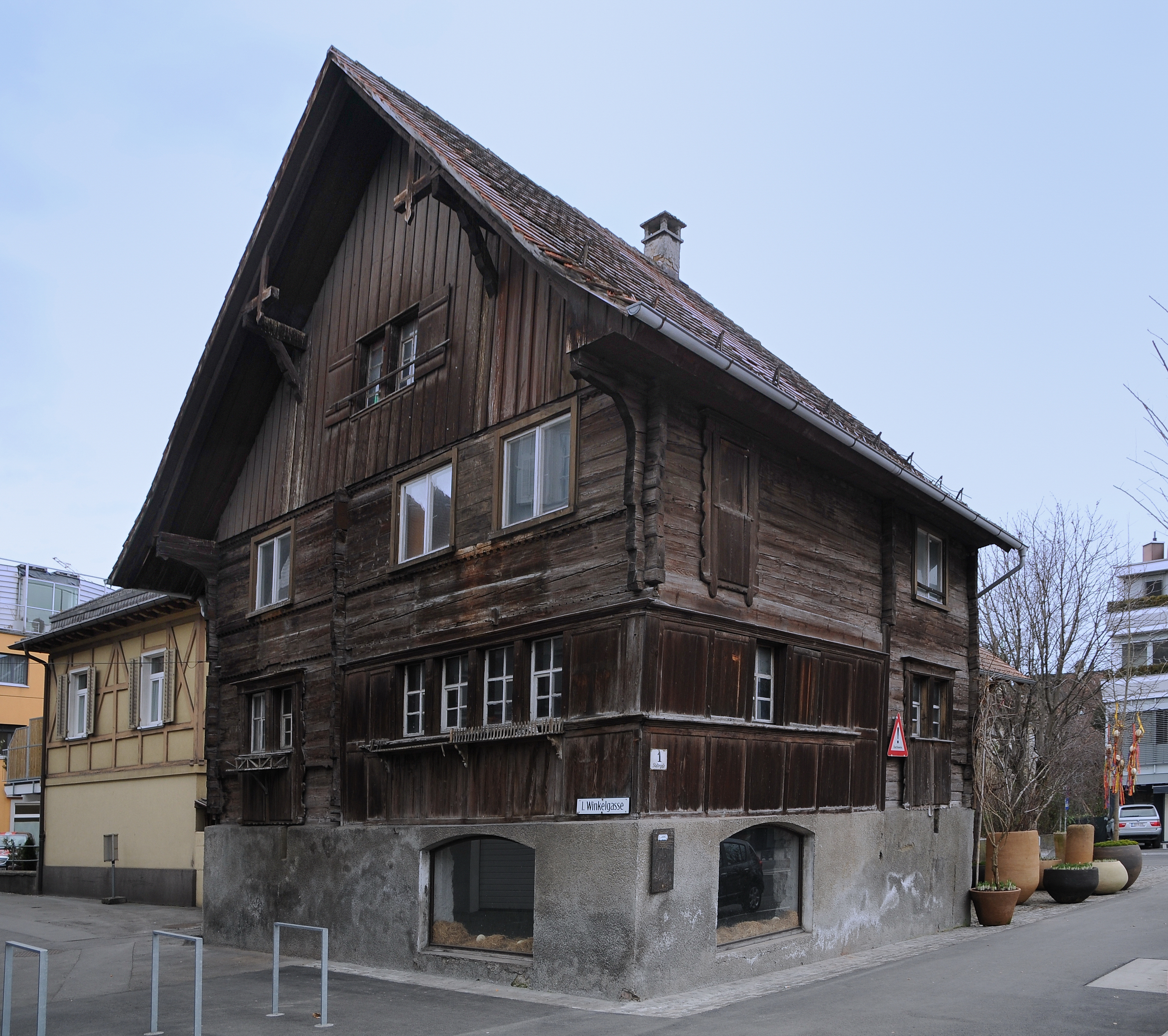
Das Haus an der Klostergasse 1 in Dornbirn stammt aus der Zeit um 1700.
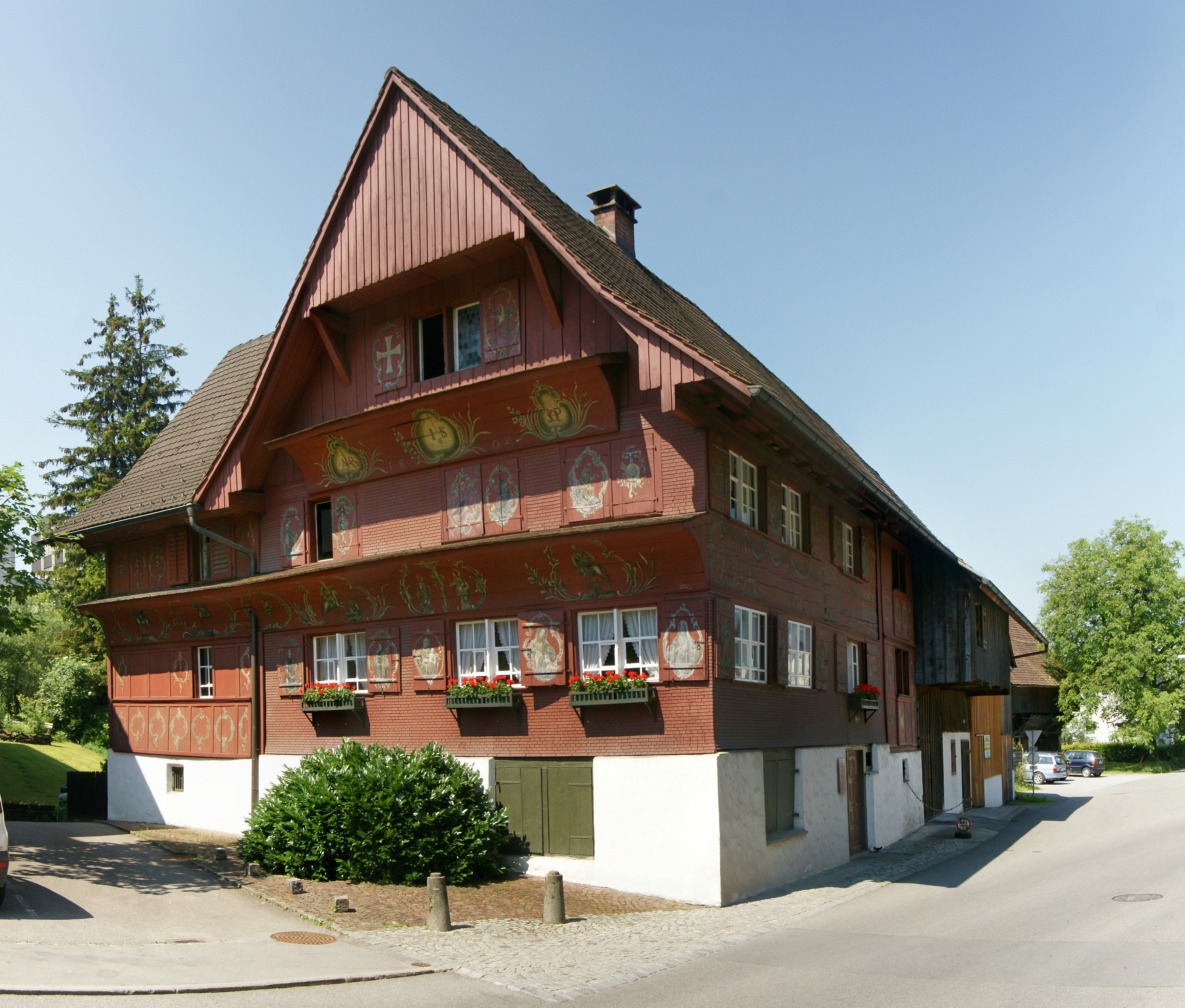
Loackerhaus in Dornbirn mit Rokokomalereien an den Untersichten der Klebdächer
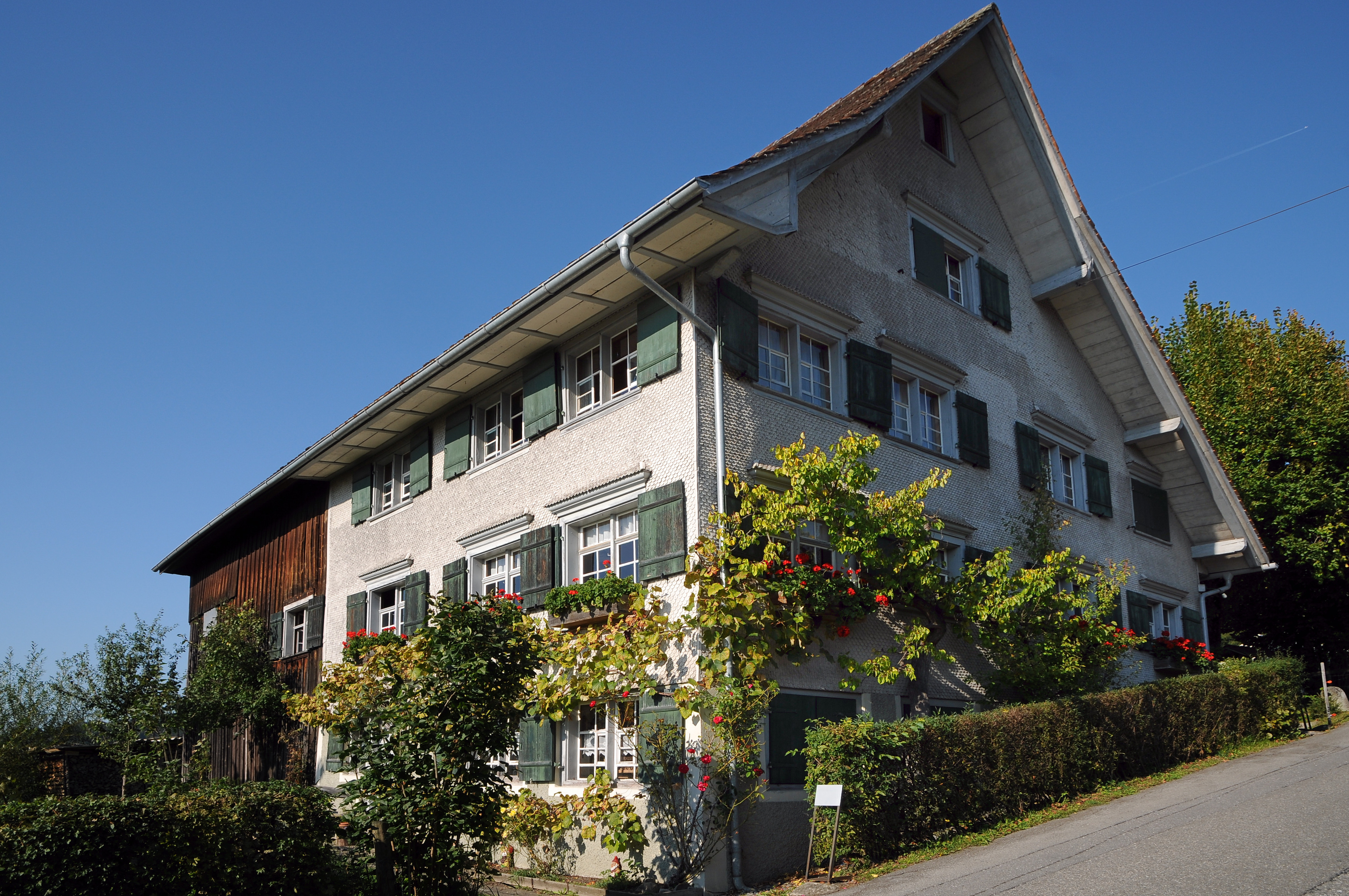
Im Hermann-Dür-Haus aus der Mitte des 19. Jahrhunderts ist das Heimatmuseum Schwarzach untergebracht.
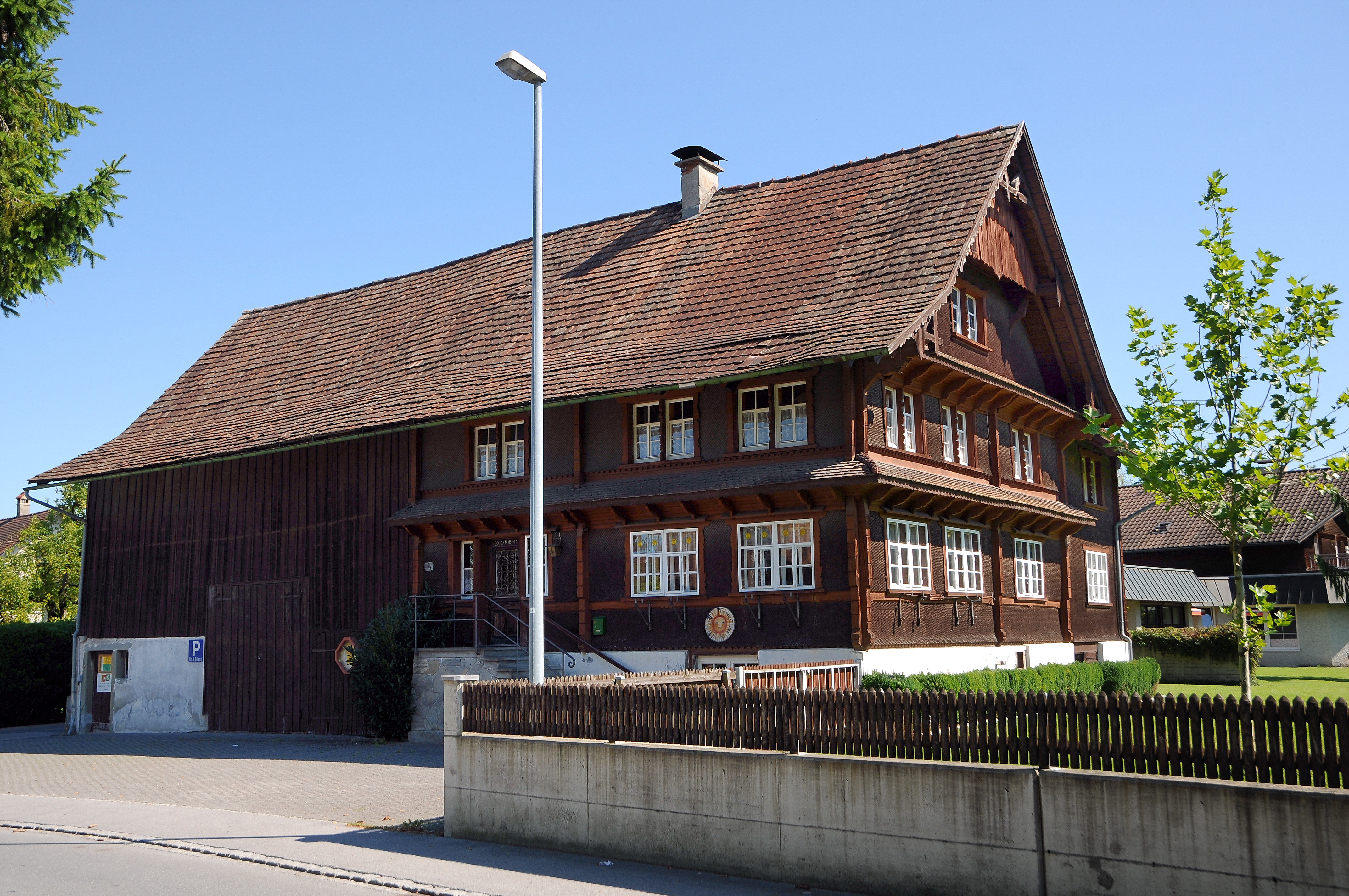
Rheintalhaus aus der 2. Hälfte des 18. Jahrhunderts an der Staldenstraße 4 in Lustenau
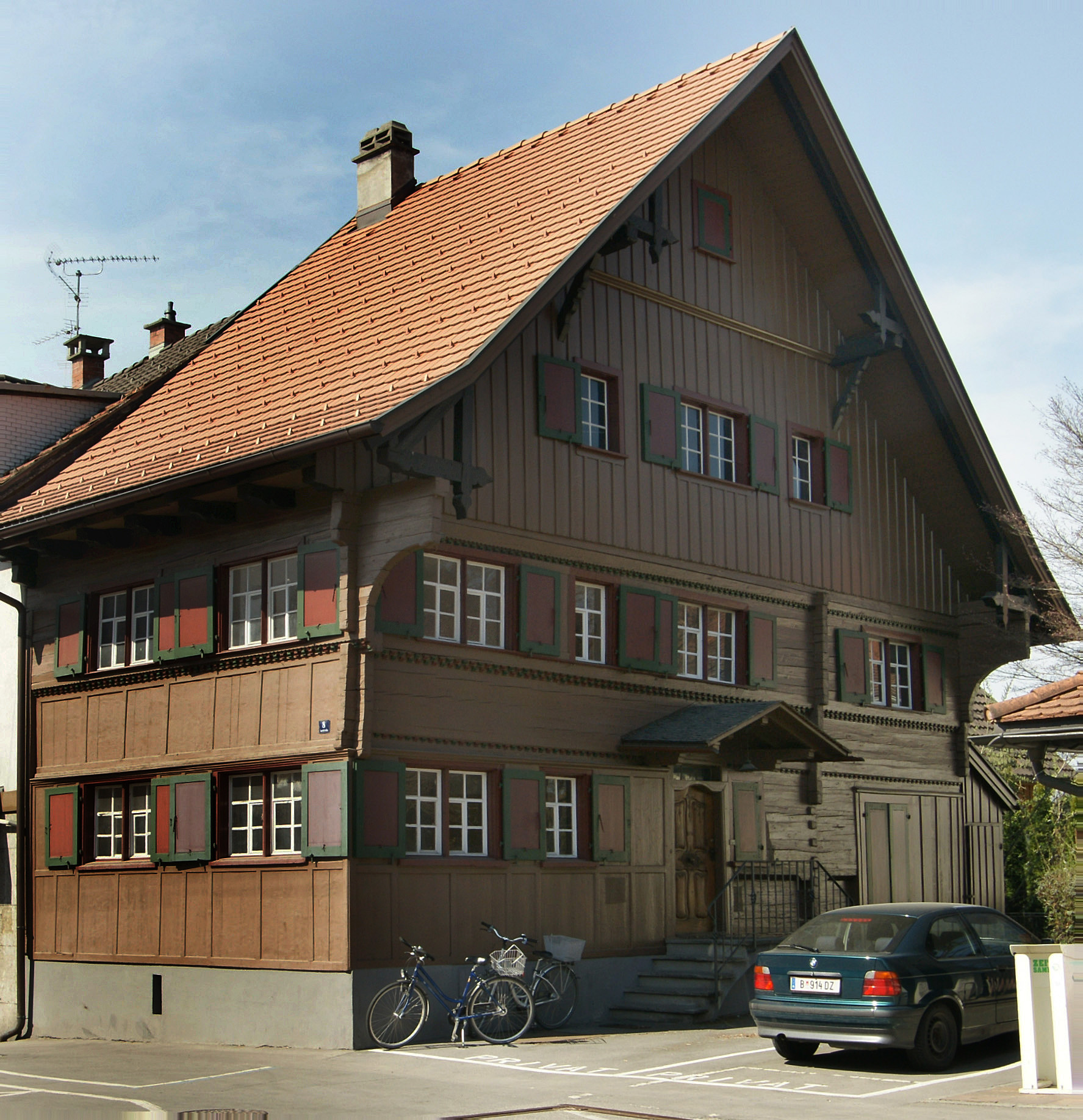
Bau aus dem 17. Jahrhundert mit profilierten Gesimsen an der Landstraße in Hard
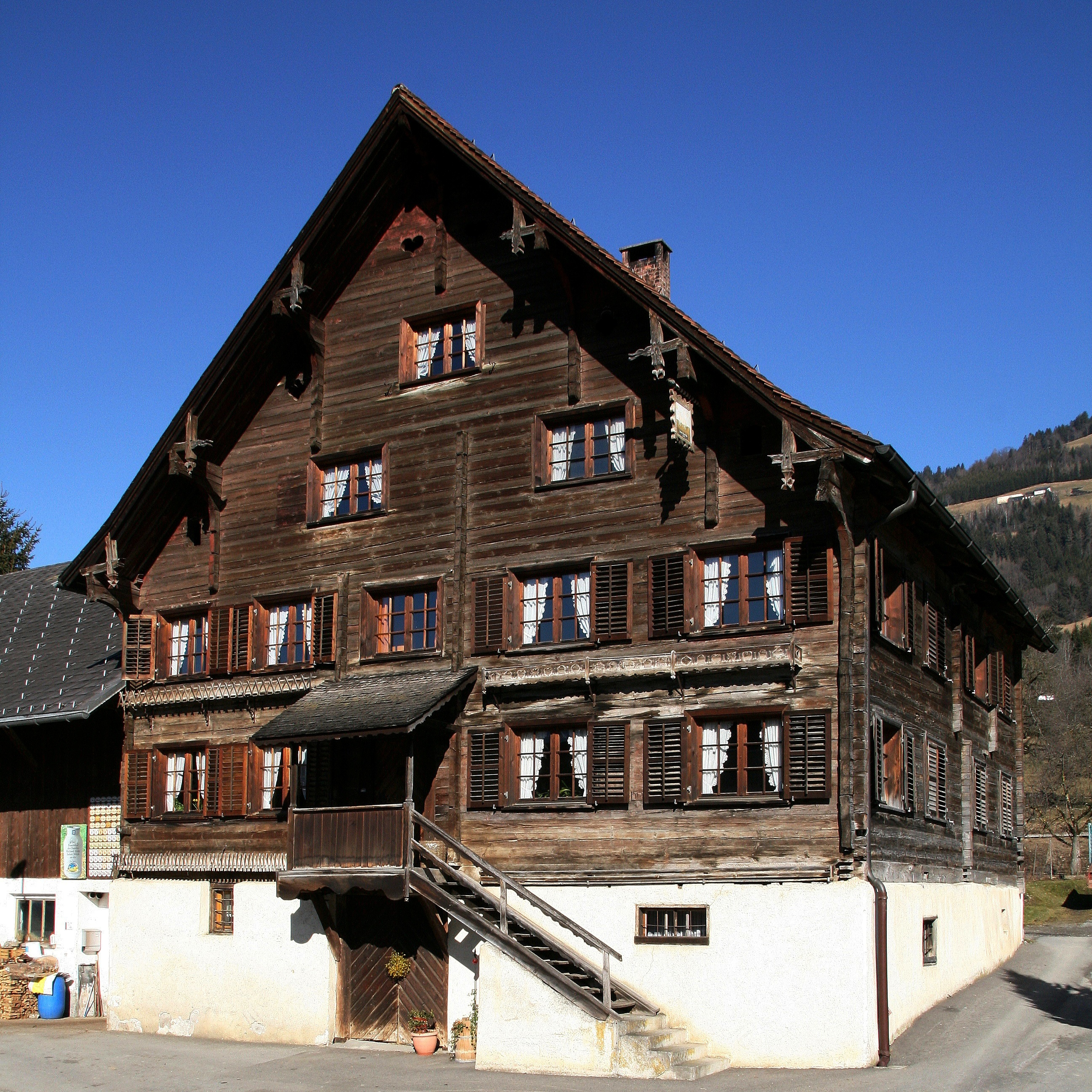
Rheintalhof in Schnifis. Über der Kellertüre eine Holztreppe zum überdachten Hauseingang
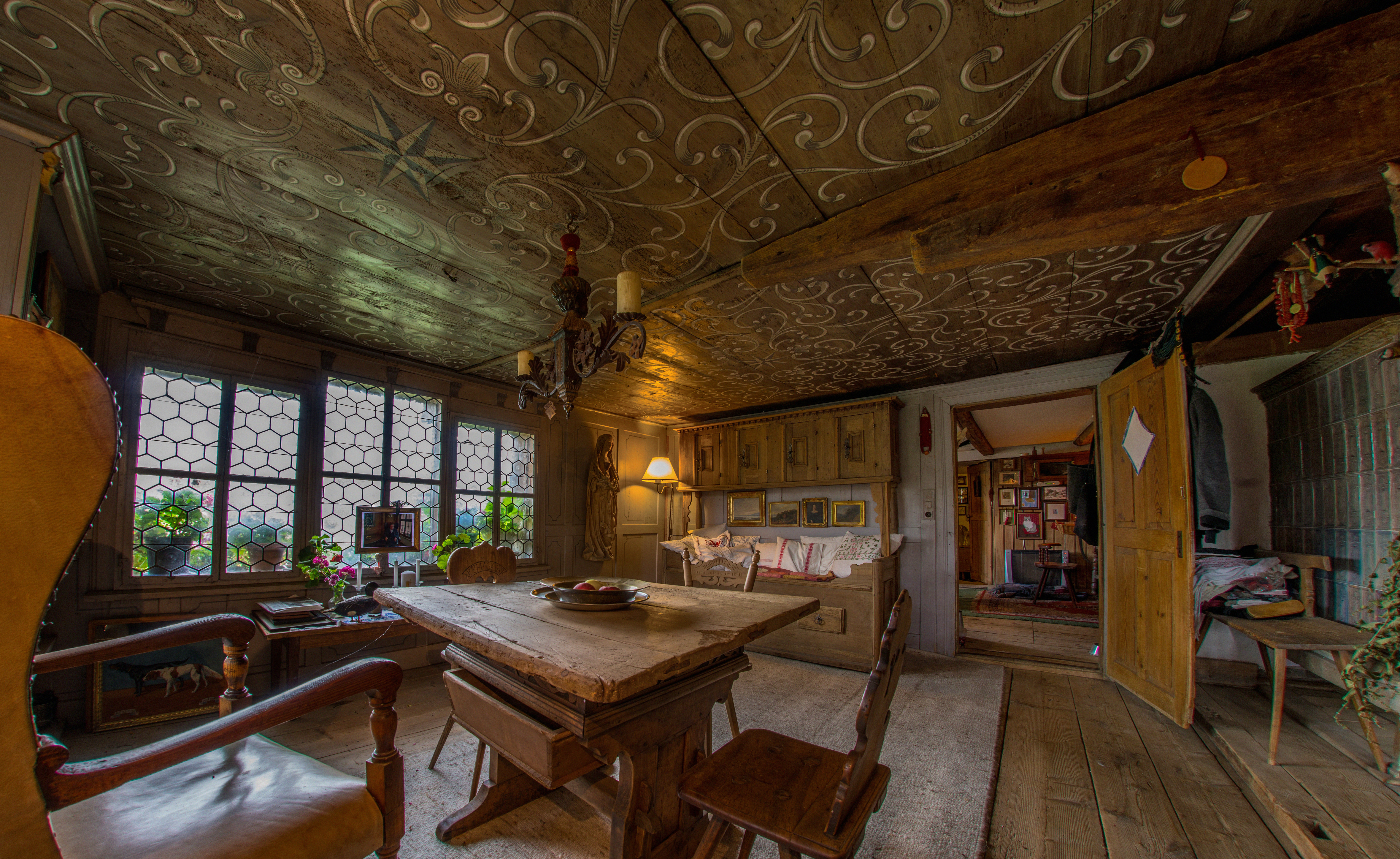
Stube im Siebers Hus, einem Rheintalhaus in Meiningen aus dem 17. Jahrhundert